# Jugoslávská (Praha)
Jugoslávská ulice v Praze na Vinohradech je poměrně krátká, ale významná komunikace, spojující ve směru od západu k východu náměstí I. P. Pavlova a náměstí Míru. Její délka je asi 350 m. Ulicí vede také tramvajová trať, tramvaje tu mají zastávku s názvem I. P. Pavlova.
Ulice se původně od svého vzniku v roce 1884 jmenovala Karlova. Od roku 1926 má název Jugoslávská, což tehdy odkazovalo na Jugoslávii jako jeden ze států, který se za první světové války přidal na stranu Trojdohody. Mírové uspořádání Evropy po první světové válce a státy Dohody nebo jejich hlavní města připomíná i pojmenování dalších ulic v okolí náměstí Míru – Americká, Anglická, Bělehradská, Belgická, Francouzská, Italská, Londýnská, Rumunská, Římská, Záhřebská). Pouze v letech 1940–1945 se ulice jmenovala Prienova (Günther Prien byl velitel německé ponorky, která pod jeho velením potopila přes 30 spojeneckých lodí).

## Trasa ulice
Ulice (podle číslování domů) začíná na východním okraji náměstí I. P. Pavlova u křižovatky s ulicí Legerova; v přímém směru je vlastně pokračováním Ječné. Vede směrem na východ, na jejím začátku jsou na obou stranách podloubí s vchody do metra (stanice I. P. Pavlova), pak doprava odbočuje Lublaňská a na obou stranách Jugoslávské jsou tramvajové zastávky (opět s názvem I. P. Pavlova). Ulice pak po severní straně ohraničuje Tylovo náměstí, křižuje Bělehradskou, pak Londýnskou a končí na náměstí Míru.
Po celé trase jsou na východním konci Jugoslávské ulice viditelné věže baziliky svaté Ludmily.
U křižovatky s Londýnskou je nalevo výrazná budova šestipatrová funkcionalistická budova bývalé Vinohradské záložny (Jugoslávská 2578/19, vznikla v letech 1930–1933). Další zajímavostí je interiérová fontána v Domě porcelánu (Jugoslávská 567/16) od sochaře a keramika Jiřího Kožíška z roku 1994.
Na konci ulice je vpravo budova Úřadu Městské části Praha 2, v jejímž vestibulu přístupném z Jugoslávské je umístěna pamětní busta Aloise Rašína. Na druhém nároží vlevo je další funkcionalistická stavba, palác Valdek s pasáží vedoucí do Anglické ulice (po druhé světové válce tam bývalo kino s názvem Varšava).

## Galerie

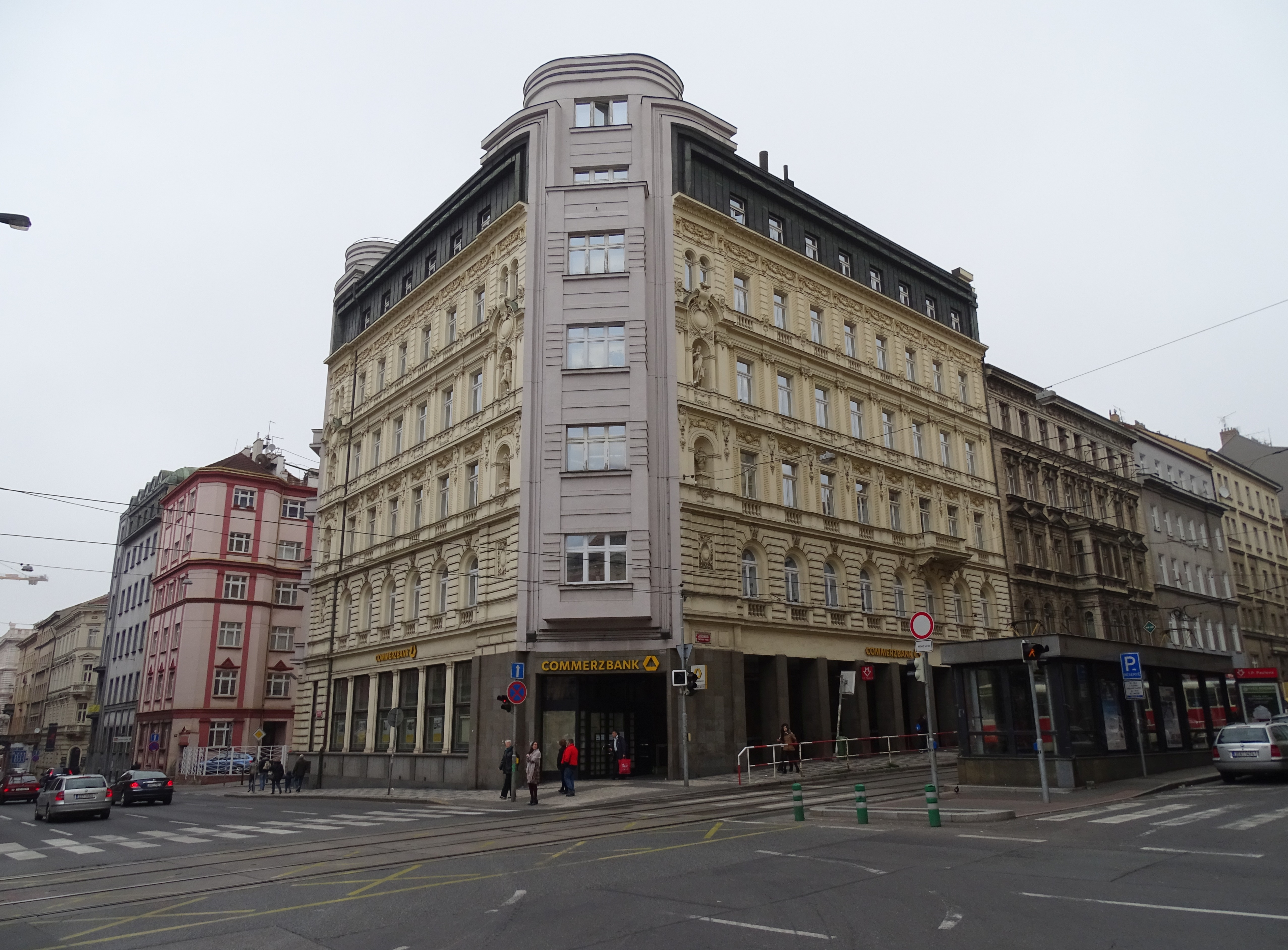
Nárožní dům s podloubím na začátku ulice (Jugoslávská 934/1)
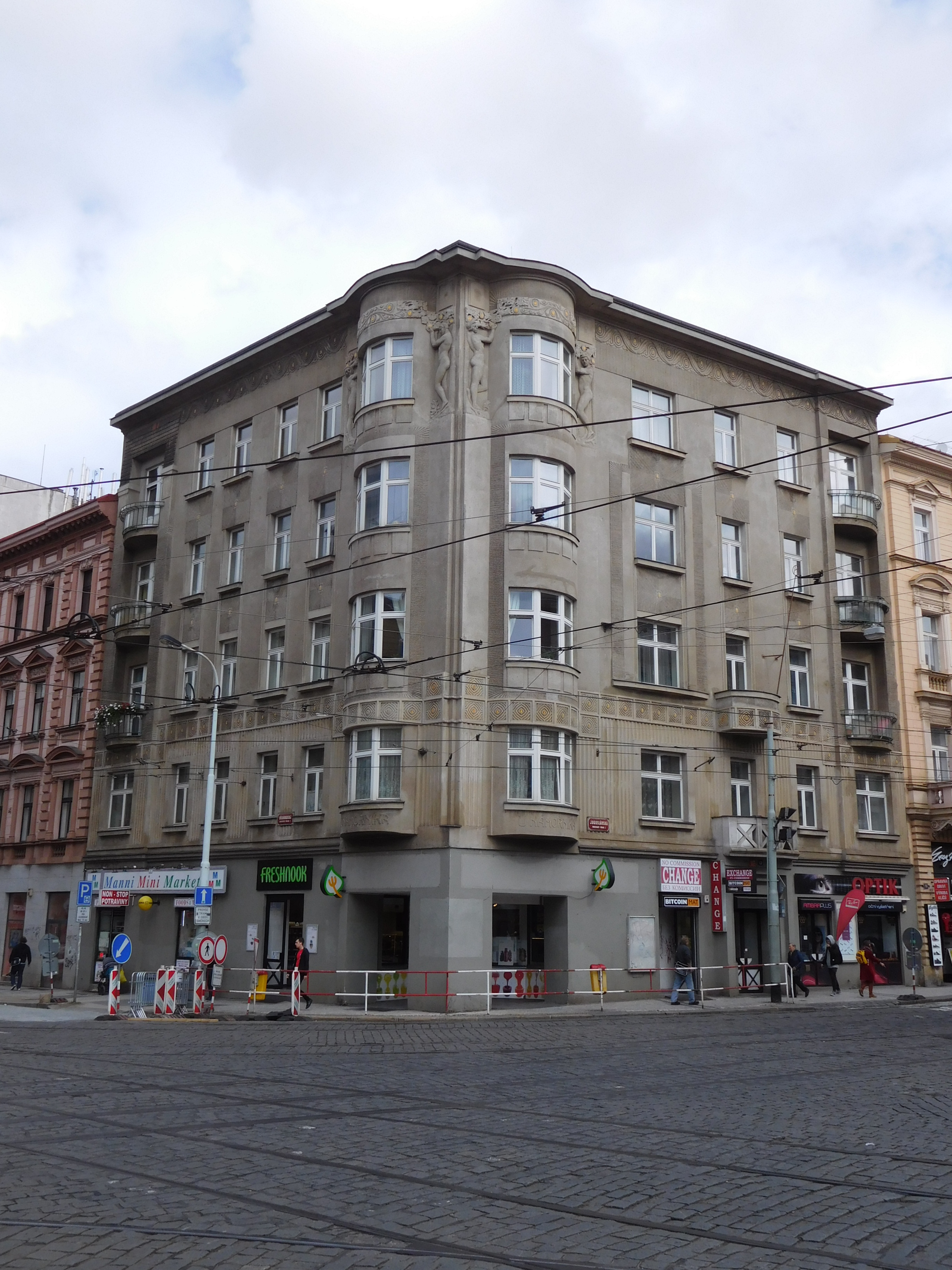
Nárožní dům na křižovatce s Bělehradskou (Jugoslávská 236/13)
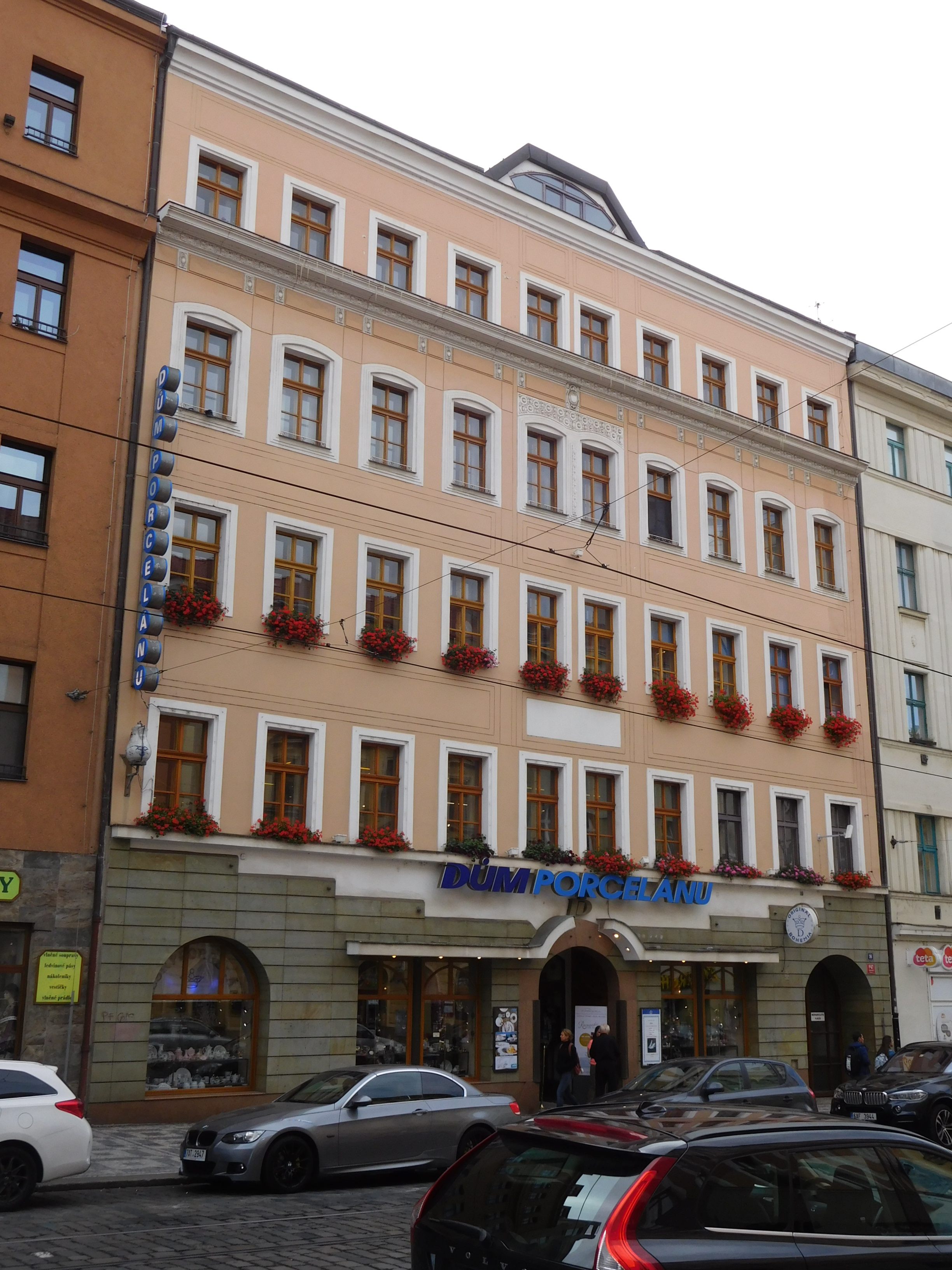
Dům porcelánu (Jugoslávská 567/16)
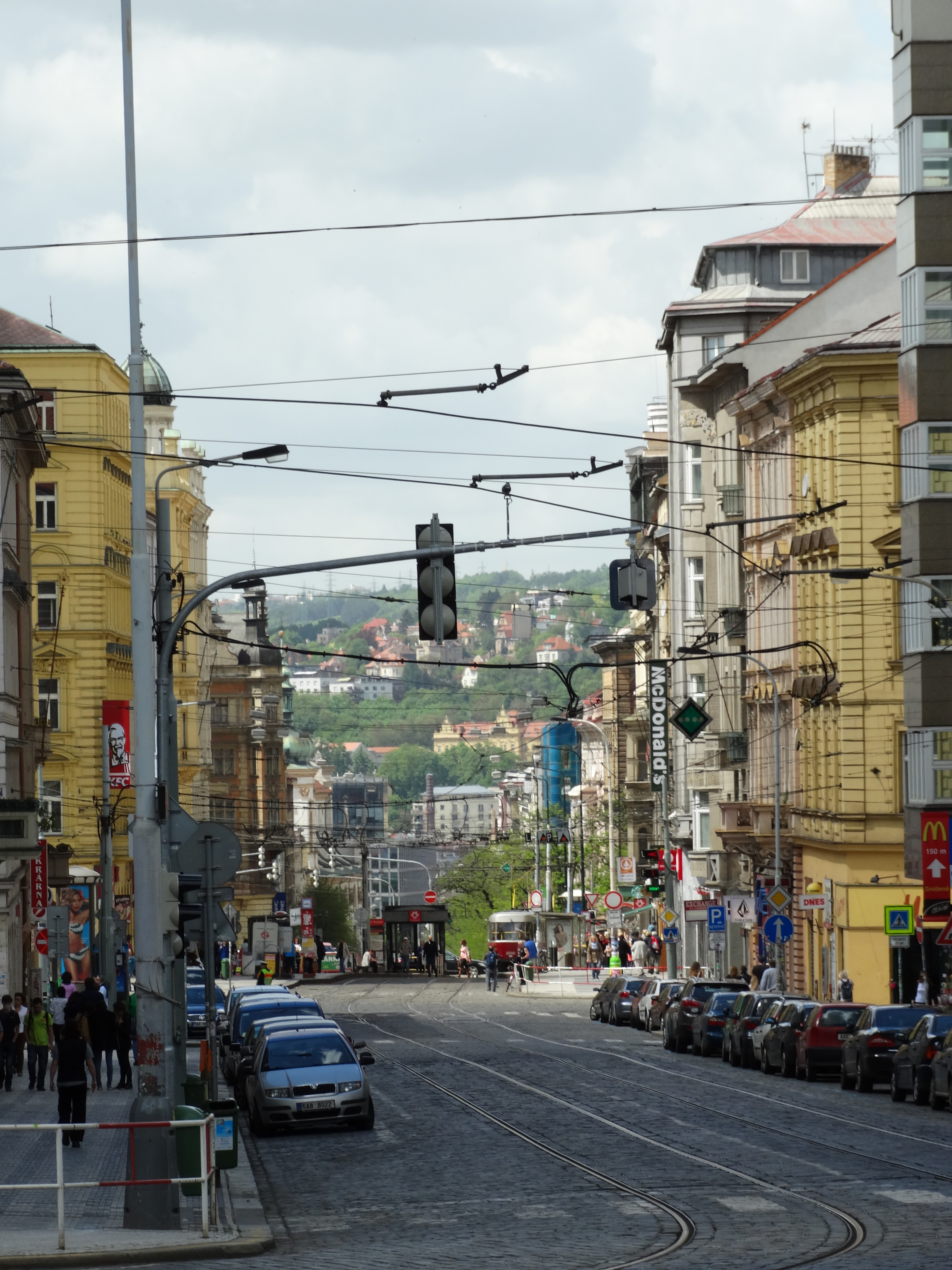
Jugoslávská, pohled od náměstí Míru k západu
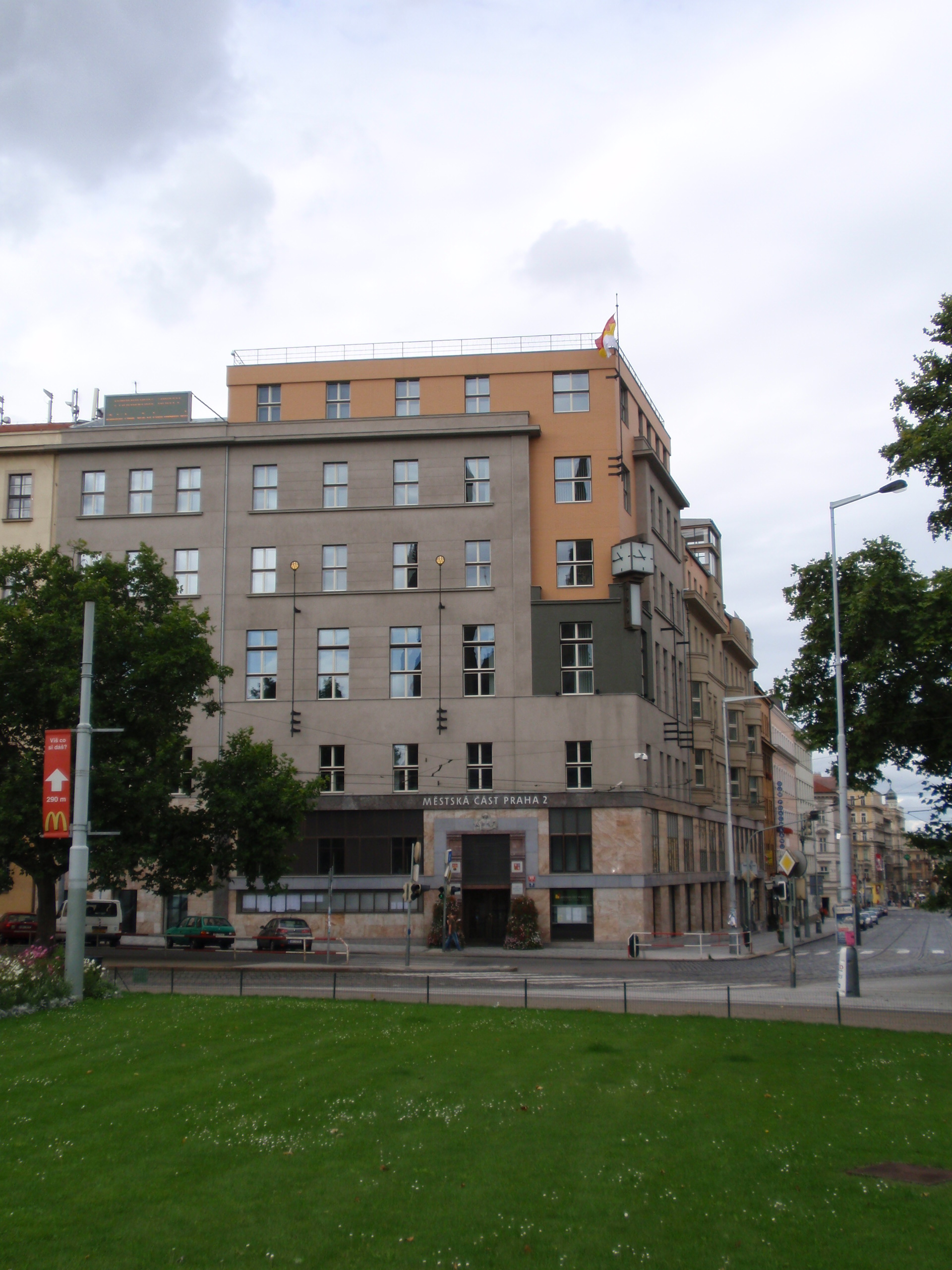
Úřad Městské části Praha 2
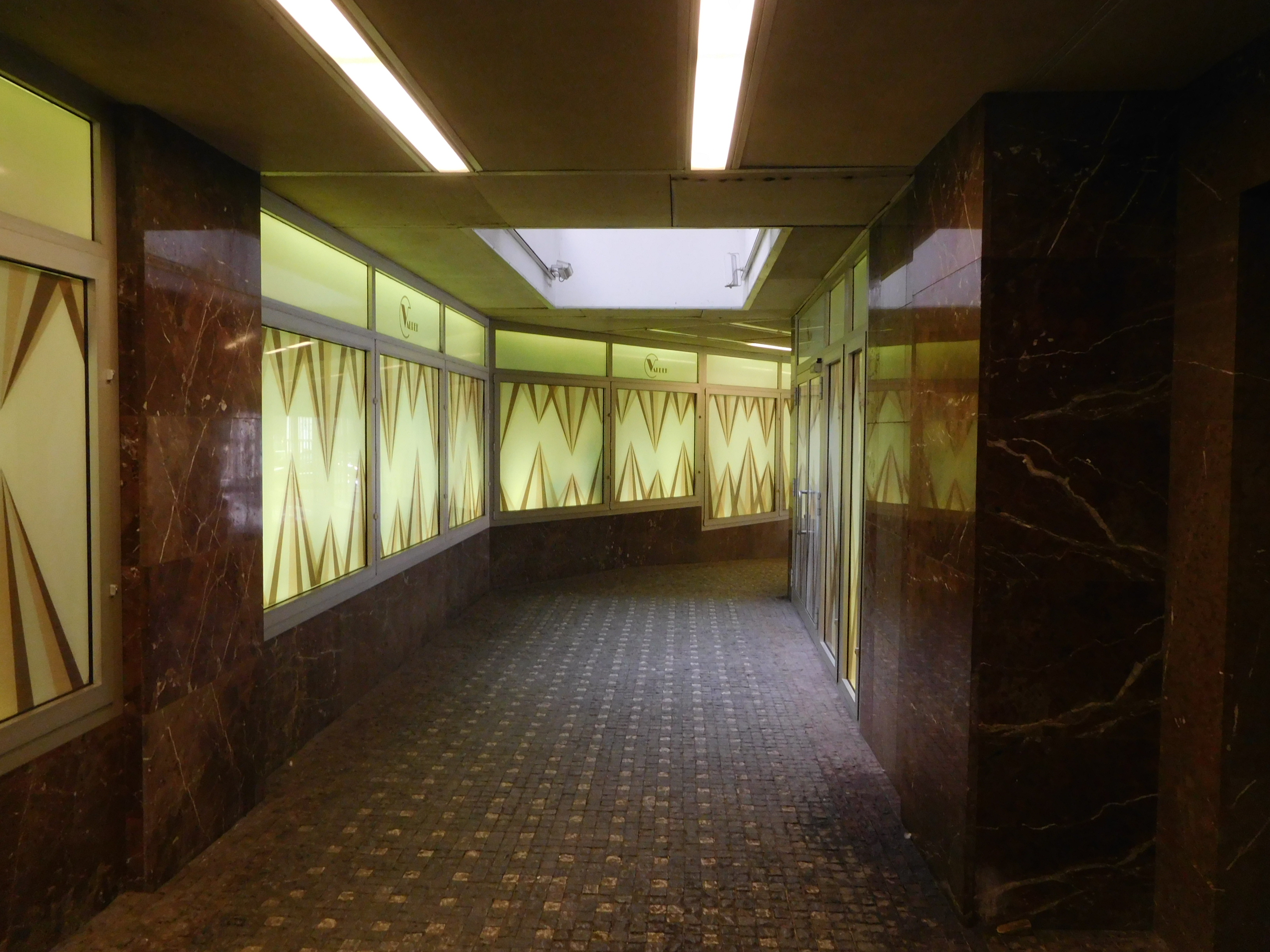
Pasáž Valdek